# Стрибки у воду на літніх Олімпійських іграх 2020 — вишка, 10 метрів (чоловіки)
Змагання зі стрибків у воду з десятиметрової вишки серед чоловіків на літніх Олімпійських іграх 2020 відбудуться 6—7 серпня 2021 року в Токійському центрі водних видів спорту. Це буде 27-ма поява цієї дисципліни на Олімпійських іграх. Її проводили на всіх Олімпіадах, починаючи з 1904 року.

## Формат змагань
Змагання складаються з трьох раундів:
- Попередній раунд: усі спортсмени виконують по шість стрибків; 18 найкращих стрибунів у воду виходять до півфіналу.
- Півфінал: 18 спортсменів виконують по шість стрибків; результати попереднього раунду не враховуються. 12 найкращих стрибунів виходять до фіналу.
- Фінал: 12 спортсменів виконують по шість стрибків; результати півфіналу не враховуються. Три найкращі стрибуни здобувають, відповідно, золоту, срібну та бронзову медалі.

У кожному раунді принаймні по одному стрибку має бути з кожної з п'яти груп (forward, back, reverse, inward, and twisting). Кожен стрибок має свій ступінь складності в залежності від різних характеристик. Згідно з методичним керівництвом FINA найскладніші стрибки мають оцінку 4,8, але учасники можуть спробувати і складніші стрибки. Колегія із семи суддів оцінює стрибки. Для кожного стрибка кожен суддя дає оцінку від 0 до 10 балів, з кроком 0,5. Два верхні і два нижні бали відкидаються. Решта три бали підсумовуються і множаться на ступінь складності. Це і є оцінка стрибка. Оцінка за раунд є сумою оцінок усіх шести стрибків.

## Розклад
Вказано Японський стандартний час (UTC+9)
| Дата                    | Час         | Раунд            |
| ----------------------- | ----------- | ---------------- |
| П'ятниця, 6 серпня 2021 | 15:00       | Попередній раунд |
| Субота, 7 серпня 2021   | 10:00 15:00 | Півфінал Фінал   |

## Кваліфікація
Квоти для своїх НОК здобули стрибуни, що посіли перші 12 місць на Чемпіонаті світу з водних видів спорту 2019. По одній квоті здобули найкращі стрибуни на чемпіонатах п'яти континентів (за винятком тих стрибунів, які здобули квоту на Чемпіонаті світу, а також представників тих НОК, що вже здобули дві квоти). Решта доступних квот відійшли найкращим стрибунам на Кубку світу FINA 2020 (враховуючи ті самі обмеження). Стрибунам має бути принаймні 14 років на кінець 2020 року.

## Результати
| Місце | Стрибун                    | Країна                           | Попередній раунд | Попередній раунд | Півфінал        | Півфінал        | Фінал           | Фінал           | Фінал           | Фінал           | Фінал           | Фінал           | Фінал           |
| Місце | Стрибун                    | Країна                           | Очки             | Місце            | Очки            | Місце           | Стрибок 1       | Стрибок 2       | Стрибок 3       | Стрибок 4       | Стрибок 5       | Стрибок 6       | Очки            |
| ----- | -------------------------- | -------------------------------- | ---------------- | ---------------- | --------------- | --------------- | --------------- | --------------- | --------------- | --------------- | --------------- | --------------- | --------------- |
| 1     | Цао Юань                   | Китай (CHN)                      | 529.30           | 2                | 513.70          | 1               | 102.00          | 81.60           | 97.20           | 97.20           | 101.75          | 102.60          | 582.35          |
| 2     | Ян Цзянь                   | Китай (CHN)                      | 546.90           | 1                | 480.85          | 2               | 90.10           | 94.50           | 89.75           | 91.20           | 102.60          | 112.75*         | 580.40          |
| 3     | Том Дейлі                  | Велика Британія (GBR)            | 453.70           | 4                | 462.90          | 4               | 98.60           | 91.20           | 91.80           | 80.50           | 94.35           | 91.80           | 548.25          |
| 4     | Олександр Бондар           | Олімпійський комітет Росії (ROC) | 513.85           | 3                | 464.10          | 3               | 75.20           | 91.80           | 85.75           | 81.00           | 94.35           | 86.40           | 514.50          |
| 5     | Мінібаєв Віктор Едуардович | Олімпійський комітет Росії (ROC) | 391.95           | 14               | 447.50          | 5               | 68.80           | 91.80           | 91.80           | 73.80           | 83.25           | 86.40           | 495.85          |
| 6     | Середа Олексій Вікторович  | Україна (UKR)                    | 435.90           | 6                | 416.05          | 7               | 83.20           | 79.20           | 88.20           | 56.10           | 75.00           | 80.00           | 461.70          |
| 7     | Rikuto Tamai               | Японія (JPN)                     | 374.25           | 16               | 413.65          | 8               | 72.00           | 86.40           | 75.85           | 86.40           | 35.70           | 75.60           | 431.95          |
| 8     | Кессієл Руссо              | Австралія (AUS)                  | 423.55           | 8                | 444.10          | 6               | 57.60           | 61.20           | 74.25           | 76.50           | 72.00           | 88.80           | 430.35          |
| 9     | Джордан Віндл              | США (USA)                        | 390.05           | 15               | 409.80          | 9               | 68.80           | 72.60           | 39.60           | 88.80           | 69.70           | 68.40           | 407.90          |
| 10    | Каван Перейра              | Бразилія (BRA)                   | 371.65           | 17               | 400.40          | 12              | 60.80           | 79.20           | 46.20           | 79.55           | 56.10           | 72.00           | 393.85          |
| 11    | Брендон Лоск'яво           | США (USA)                        | 403.85           | 11               | 409.75          | 10              | 67.20           | 59.40           | 48.60           | 69.70           | 66.60           | 72.15           | 383.65          |
| 12    | Андрес Вільяреал           | Мексика (MEX)                    | 410.30           | 9                | 405.55          | 11              | 67.20           | 59.40           | 59.50           | 42.50           | 72.15           | 81.00           | 381.75          |
| 13    | Натан Шомбор-Маррей        | Канада (CAN)                     | 443.85           | 5                | 397.85          | 13(R)           | Завершив виступ | Завершив виступ | Завершив виступ | Завершив виступ | Завершив виступ | Завершив виступ | Завершив виступ |
| 14    | Рафаель Кінтеро            | Пуерто-Рико (PUR)                | 396.90           | 12               | 397.55          | 14(R)           | Завершив виступ | Завершив виступ | Завершив виступ | Завершив виступ | Завершив виступ | Завершив виступ | Завершив виступ |
| 15    | Kim Yeong-taek             | Південна Корея (KOR)             | 366.80           | 18               | 374.90          | 15              | Завершив виступ | Завершив виступ | Завершив виступ | Завершив виступ | Завершив виступ | Завершив виступ | Завершив виступ |
| 16    | У Ха Рам                   | Південна Корея (KOR)             | 427.25           | 7                | 374.50          | 16              | Завершив виступ | Завершив виступ | Завершив виступ | Завершив виступ | Завершив виступ | Завершив виступ | Завершив виступ |
| 17    | Тімо Бартель               | Німеччина (GER)                  | 395.70           | 13               | 364.50          | 17              | Завершив виступ | Завершив виступ | Завершив виступ | Завершив виступ | Завершив виступ | Завершив виступ | Завершив виступ |
| 18    | Себастьян Вілья            | Колумбія (COL)                   | 407.30           | 10               | 341.40          | 18              | Завершив виступ | Завершив виступ | Завершив виступ | Завершив виступ | Завершив виступ | Завершив виступ | Завершив виступ |
| 19    | Райлен Вайнс               | Канада (CAN)                     | 366.70           | 19               | Завершив виступ | Завершив виступ | Завершив виступ | Завершив виступ | Завершив виступ | Завершив виступ | Завершив виступ | Завершив виступ | Завершив виступ |
| 20    | Ізаак Соуза                | Бразилія (BRA)                   | 339.30           | 20               | Завершив виступ | Завершив виступ | Завершив виступ | Завершив виступ | Завершив виступ | Завершив виступ | Завершив виступ | Завершив виступ | Завершив виступ |
| 21    | Яден Айкерманн             | Німеччина (GER)                  | 330.75           | 21               | Завершив виступ | Завершив виступ | Завершив виступ | Завершив виступ | Завершив виступ | Завершив виступ | Завершив виступ | Завершив виступ | Завершив виступ |
| 22    | Оскар Аріса                | Венесуела (VEN)                  | 327.05           | 22               | Завершив виступ | Завершив виступ | Завершив виступ | Завершив виступ | Завершив виступ | Завершив виступ | Завершив виступ | Завершив виступ | Завершив виступ |
| 23    | Мохаб Ель-Корді            | Єгипет (EGY)                     | 318.55           | 23               | Завершив виступ | Завершив виступ | Завершив виступ | Завершив виступ | Завершив виступ | Завершив виступ | Завершив виступ | Завершив виступ | Завершив виступ |
| 24    | Іван Гарсія                | Мексика (MEX)                    | 316.95           | 24               | Завершив виступ | Завершив виступ | Завершив виступ | Завершив виступ | Завершив виступ | Завершив виступ | Завершив виступ | Завершив виступ | Завершив виступ |
| 25    | Рео Нісіда                 | Японія (JPN)                     | 314.30           | 25               | Завершив виступ | Завершив виступ | Завершив виступ | Завершив виступ | Завершив виступ | Завершив виступ | Завершив виступ | Завершив виступ | Завершив виступ |
| 26    | Джонатан Чань              | Сінгапур (SIN)                   | 311.15           | 26               | Завершив виступ | Завершив виступ | Завершив виступ | Завершив виступ | Завершив виступ | Завершив виступ | Завершив виступ | Завершив виступ | Завершив виступ |
| 27    | Ноа Вільямс                | Велика Британія (GBR)            | 309.55           | 27               | Завершив виступ | Завершив виступ | Завершив виступ | Завершив виступ | Завершив виступ | Завершив виступ | Завершив виступ | Завершив виступ | Завершив виступ |
| 28    | Сем Фрікер                 | Австралія (AUS)                  | 306.50           | 28               | Завершив виступ | Завершив виступ | Завершив виступ | Завершив виступ | Завершив виступ | Завершив виступ | Завершив виступ | Завершив виступ | Завершив виступ |
| 29    | Меттью Россе               | Франція (FRA)                    | 275.70           | 29               | Завершив виступ | Завершив виступ | Завершив виступ | Завершив виступ | Завершив виступ | Завершив виступ | Завершив виступ | Завершив виступ | Завершив виступ |